# Empoasca ledesma
Empoasca ledesma är en insektsart som beskrevs av Ross 1959. Empoasca ledesma ingår i släktet Empoasca och familjen dvärgstritar. Inga underarter finns listade i Catalogue of Life.